# Globigerinelloidinae
Globigerinelloidinae es una subfamilia de foraminíferos planctónicos de la familia Globigerinelloididae, de la superfamilia Planomalinoidea, del suborden Globigerinina y del orden Globigerinida. Su rango cronoestratigráfico abarca desde el Aptiense (Cretácico inferior) hasta la Maastrichtiense (Cretácico superior).

## Discusión
Clasificaciones posteriores han repartido algunos taxones de Globigerinelloidinae entre las familias Schackoinidae y Planomalinidae.

## Clasificación
Globigerinelloidinae incluye a los siguientes géneros:
- Alanlordella †, también considerado en la familia Planomalinidae
- Biglobigerinella †, también considerado en la familia Planomalinidae
- Blowiella †, también considerado en la familia Schackoinidae
- Globigerinelloides †

Otros géneros considerados en Globigerinelloidinae son:
- Claviblowiella †, generalmente considerado en la familia Schackoinidae
- Labrobiglobigerinella †, considerado nomen nudum
- Labroglobigerina †, considerado sinónimo posterior de Globigerinelloides
- Labroglobigerinella †, considerado sinónimo posterior de Globigerinelloides
- Turkeyella †